# کریستیان پدرسن (ژیمناست)
کریستیان پدرسن (دانمارکی: Christian Pedersen; ۲۷ اکتبر ۱۸۸۹ – ۲۲ مارس ۱۹۵۳) ژیمناست هنری اهل دانمارک بود.